# Nicola Minichiello
Nicola Minichiello, auch Nicola Gautier-Minichiello, oft auch Nicole Minichiello (* als Nicola Gautier am 21. März 1978 in Sheffield) ist eine britische Bobpilotin, deren größter Erfolg der Gewinn der Weltmeisterschaft 2009 ist.
Nicola Minichiello ist Lehrerin, lebt in Renishaw und studiert nebenbei an der Sheffield Hallam University Leibeserziehung. Zum Team Minichiello gehören 2008/09 die Bremserinnen Jackie Gunn (vormals Jackie Davies) und Gillian Cooke. Cheftrainer des Teams ist Gomer Lloyd, Eistrainer Peter Gunn. 
Minichiello begann im Dezember 2001 mit dem Bobsport und war zunächst Bremserin. Schon drei Monate später nahm sie mit der Pilotin Cheryl Done bei den ersten Bob-Wettkämpfen von Frauen an den Olympischen Winterspielen 2002 in Salt Lake City teil und wurde 12. In der Saison 2002/03 begann sie selbst als Pilotin. Mit ihrer Kollegin Jackie Davies wechselte sie sich als Pilotin und Anschieberin in der Saison ab. In der Saison 2003/04 startete Minichiello als GB I und wurde 16. des Gesamtweltcups und wurde britische Meisterin. Mit der Bremserin Liz Pidgeon wurde sie 14. bei der Bob-Weltmeisterschaft 2004. In der Saison 2004/05 fuhr Minichiello wieder mit Davies. Im Sommer gewannen sie in Leipzig die Anschub-Weltmeisterschaft. Im Gesamtweltcup wurden beide Achte, zum ersten großen Erfolg der Karriere wurde jedoch der Gewinn der Silbermedaille bei der Bob- und Skeleton-Weltmeisterschaften 2005 in Calgary hinter dem Bob von Sandra Kiriasis. Es war das beste internationale britische Bobsport-Resultat seit 40 Jahren. Im Jahr darauf wurden Minichiello/Davies Siebte der Gesamtweltcup-Wertung und belegten bei den Olympischen Winterspielen 2006 in Cesana Pariol den neunten Platz. In der Saison 2006/07 kam es zu einigen Umstellungen im britischen Team, Minichiello nahm nur an zwei Weltcup-Rennen teil, beendete sie jedoch auf einstelligen Plätzen und wurde am Ende 17. des Gesamtweltcups. Bei der Bob-Weltmeisterschaft 2007 in St. Moritz belegte sie Platz 16.
In der Saison 2007/08 konnte Minichiello wieder an die alten Erfolge anknüpfen, Top-Ten-Ergebnisse wurden wieder zur Normalität. Am Ende erreichte sie erneut den siebten Rang im Gesamtweltcup. Bei der Bob-Weltmeisterschaft 2008 in Altenberg fuhr die Britin im Zweierbob auf den sechsten Platz und verpasste im Teamwettbewerb als Viertplatzierte knapp eine Medaille. Erfolgreichste Saison wurde die folgende. In Winterberg belegte sie hinter Shauna Rohbock den zweiten Platz im Weltcup und fuhr damit erstmals aufs Podium in einem Weltcup-Rennen. Zwei dritte Plätze folgten in St. Moritz. Im Gesamtweltcup erreichte die Britin den Bronzerang. Bestes Ergebnis wurde jedoch der Sieg bei der Bob-Weltmeisterschaft 2009 in Lake Placid, wo sie mit ihrer Anschieberin Gunn vor Rohbock und Cathleen Martini gewann. Auch bei der Bob-Europameisterschaft 2009 in St. Moritz gewann sie mit Bronze eine Medaille.
Vor ihrer Bobsportkarriere war Minichiello Siebenkämpferin. 2000 war sie Drittstärkste Siebenkämpferin auf der britischen Insel hinter der Olympiasiegerin Denise Lewis und Julie Hollman. Bei der Universiade 2001 in Peking belegte sie den 16. Platz.